# Tatuşağı
Tatuşağı ist ein Dorf (Köy) im Landkreis Ovacık der türkischen Provinz Tunceli. Im Jahre 2011 lebten in Tatuşağı 26 Menschen.